# Prefettura di Ouham
La prefettura di Ouham è una delle quattordici prefetture della Repubblica Centrafricana. Si trova nel centro-nord del paese, alla frontiera con il Ciad. La sua capitale è Bossangoa. 